# Banyeres del Penedès
Banyeres del Penedès (spanisch Bañeras) ist eine Gemeinde (municipi) mit 3.347 Einwohnern (Stand: 2024) in der Provinz Tarragona in der Autonomen Gemeinschaft Katalonien im Nordosten Spaniens. Die Gemeinde besteht aus dem Hauptort Banyeres del Penedès aus den Ortschaften Barri de Saifores und Les Masies de Sant Miquel sowie den Neubaugebieten Urbanització Casa Roja, Urbanització del Priorat de Banyeres und Zona Residencial els Boscos.

## Geographische Lage
Banyeres del Penedès liegt zwischen Barcelona (55 km in westsüdwestlicher Richtung entfernt) und Tarragona (40 km in ostnordöstlicher Richtung entfernt) in einer Höhe von ca. 175 m. Im Gemeindegebiet liegt das Autobahndreieck der Autopista AP-2 und der Autopista AP-7. 

## Bevölkerungsentwicklung
| Jahr      | 1970 | 1981 | 1991 | 2001 | 2011 | 2021 |
| Einwohner | 645  | 1520 | 1483 | 1747 | 2995 | 3280 |

## Sehenswürdigkeiten

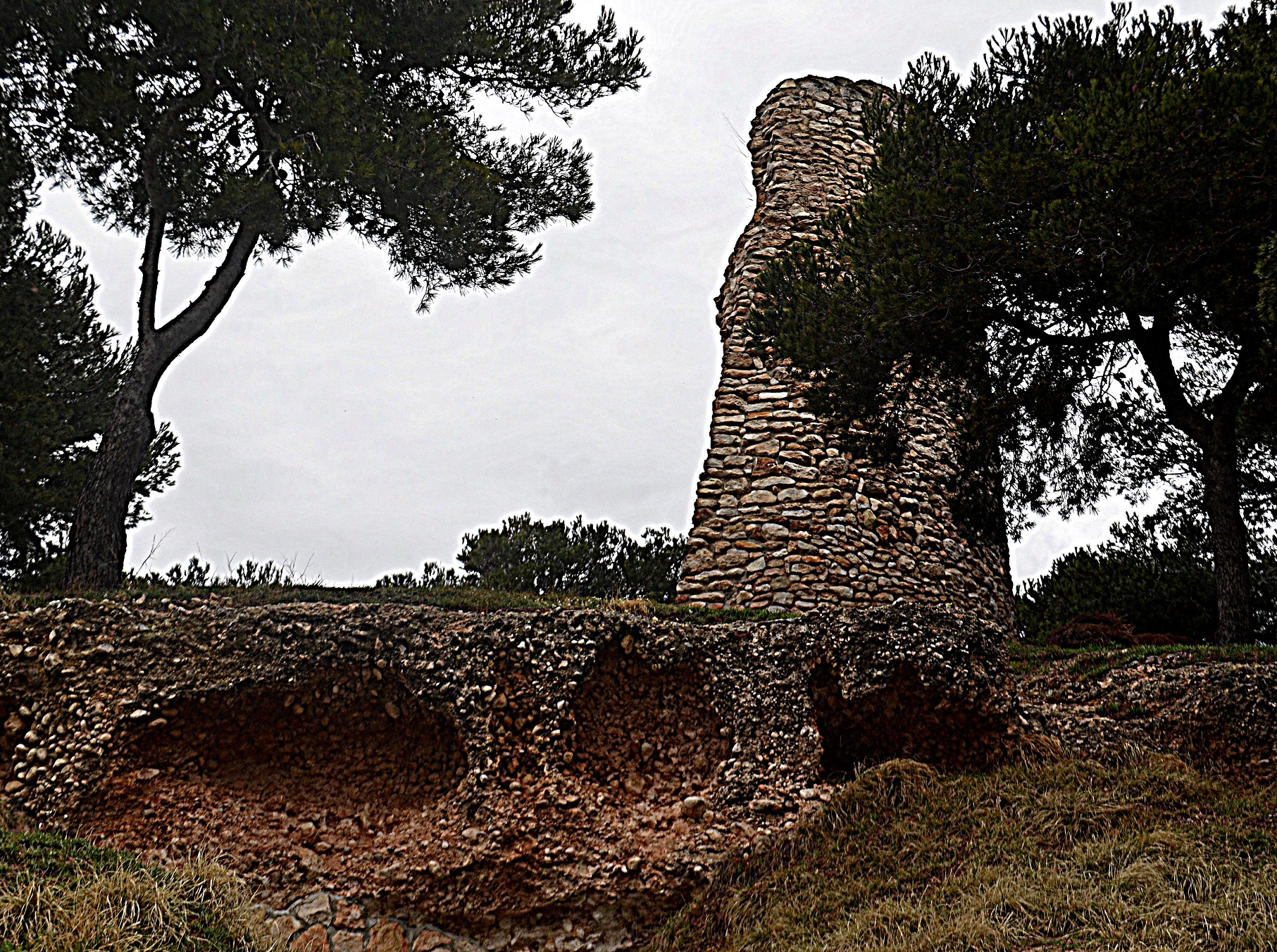
Reste der Burganlage
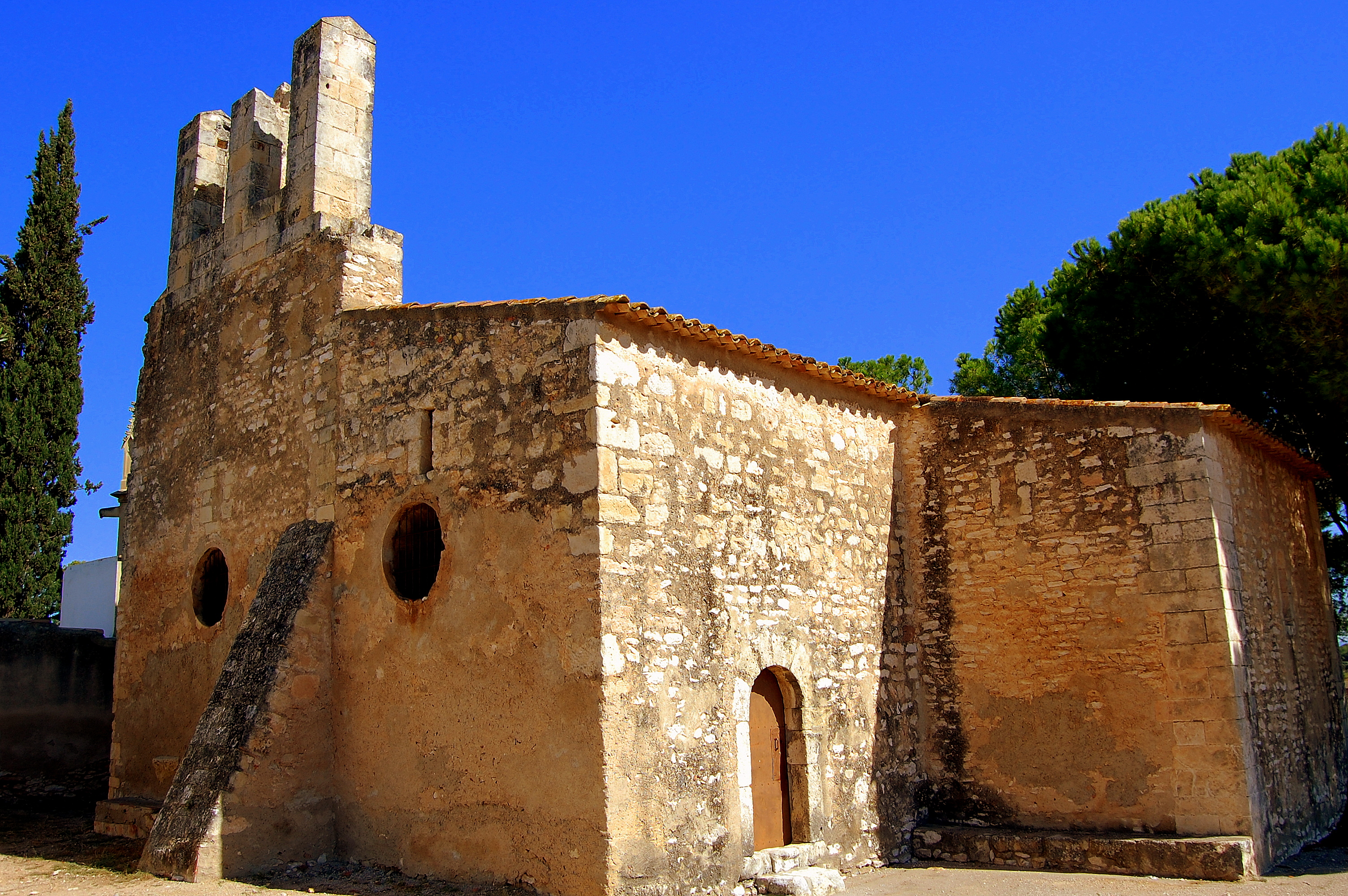
Marienkirche (Església de Santa Maria)
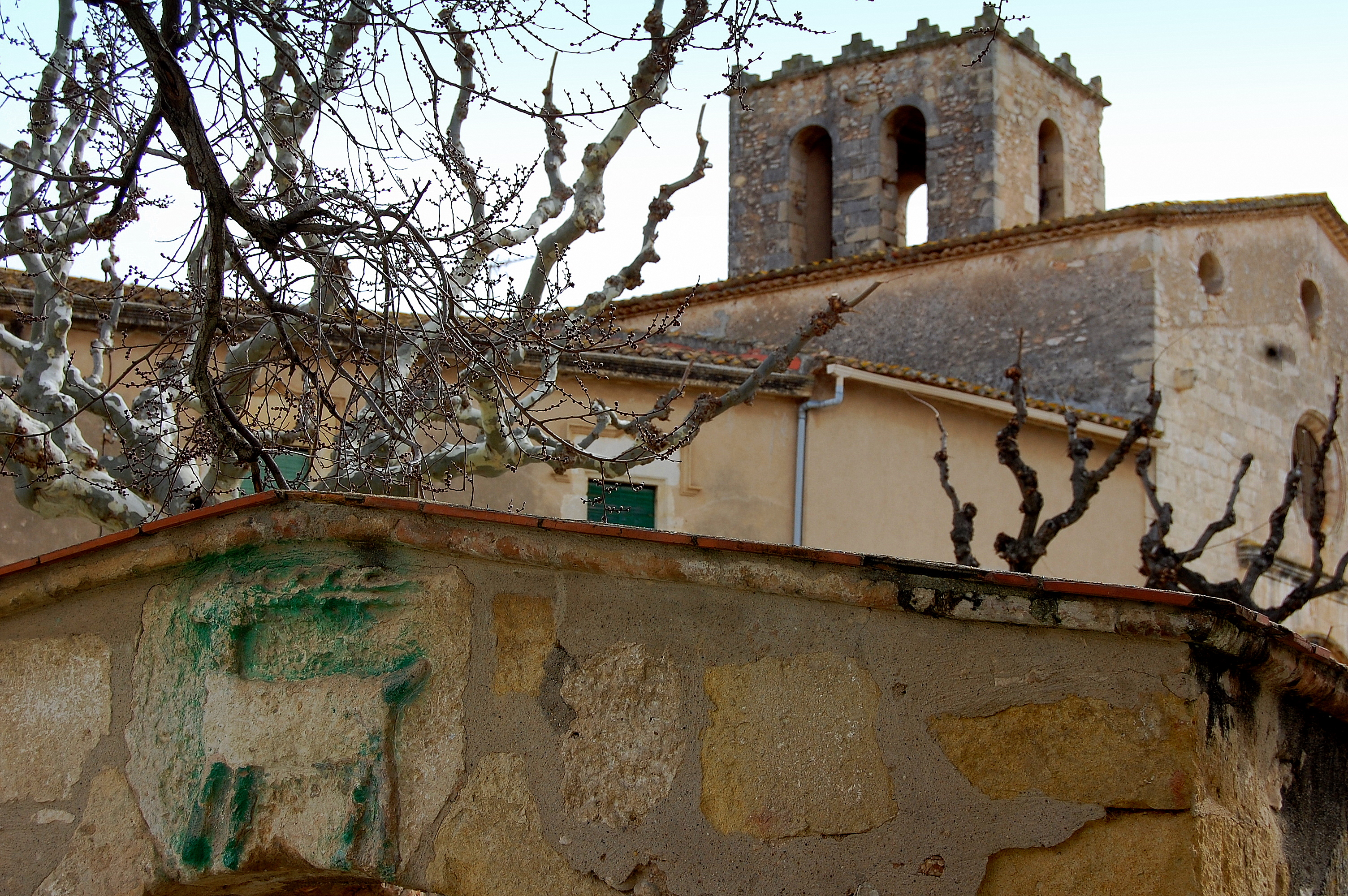
Eulalienkirche
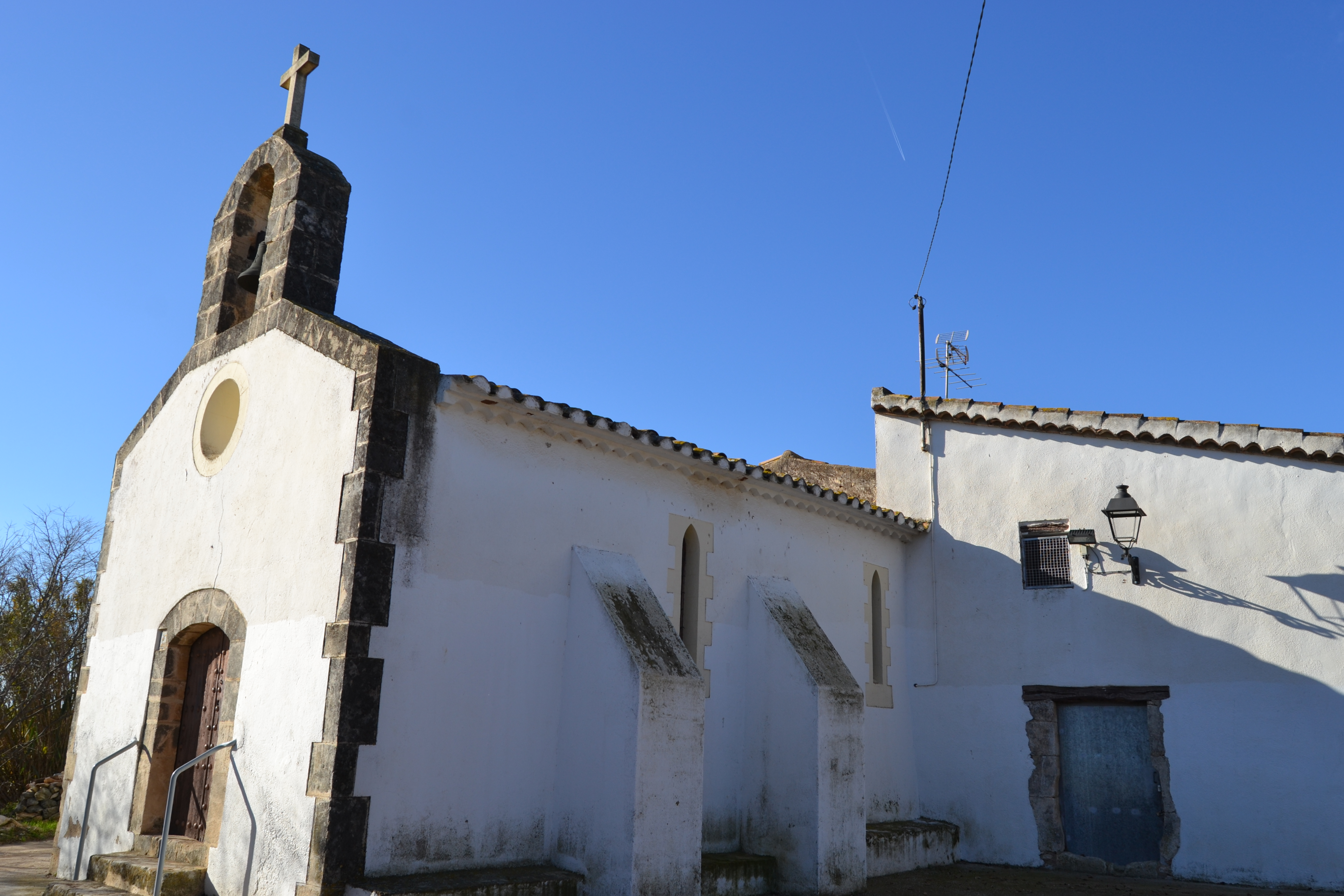
Michaeliskirche
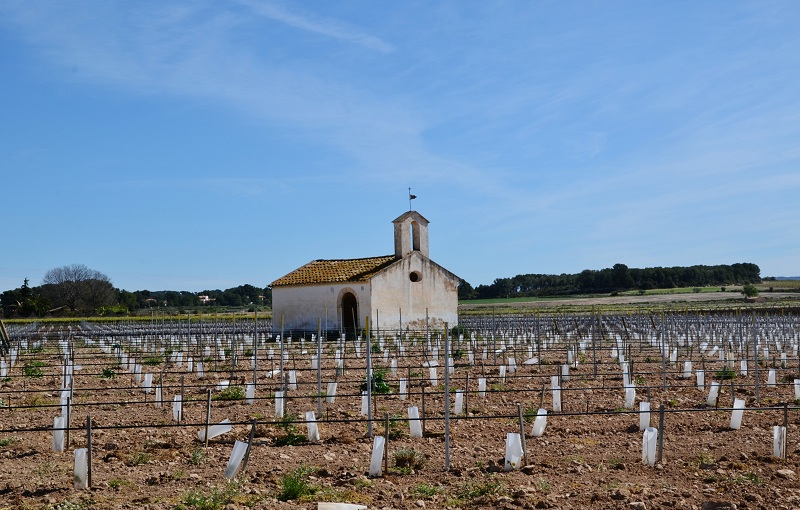
Rochuskapelle
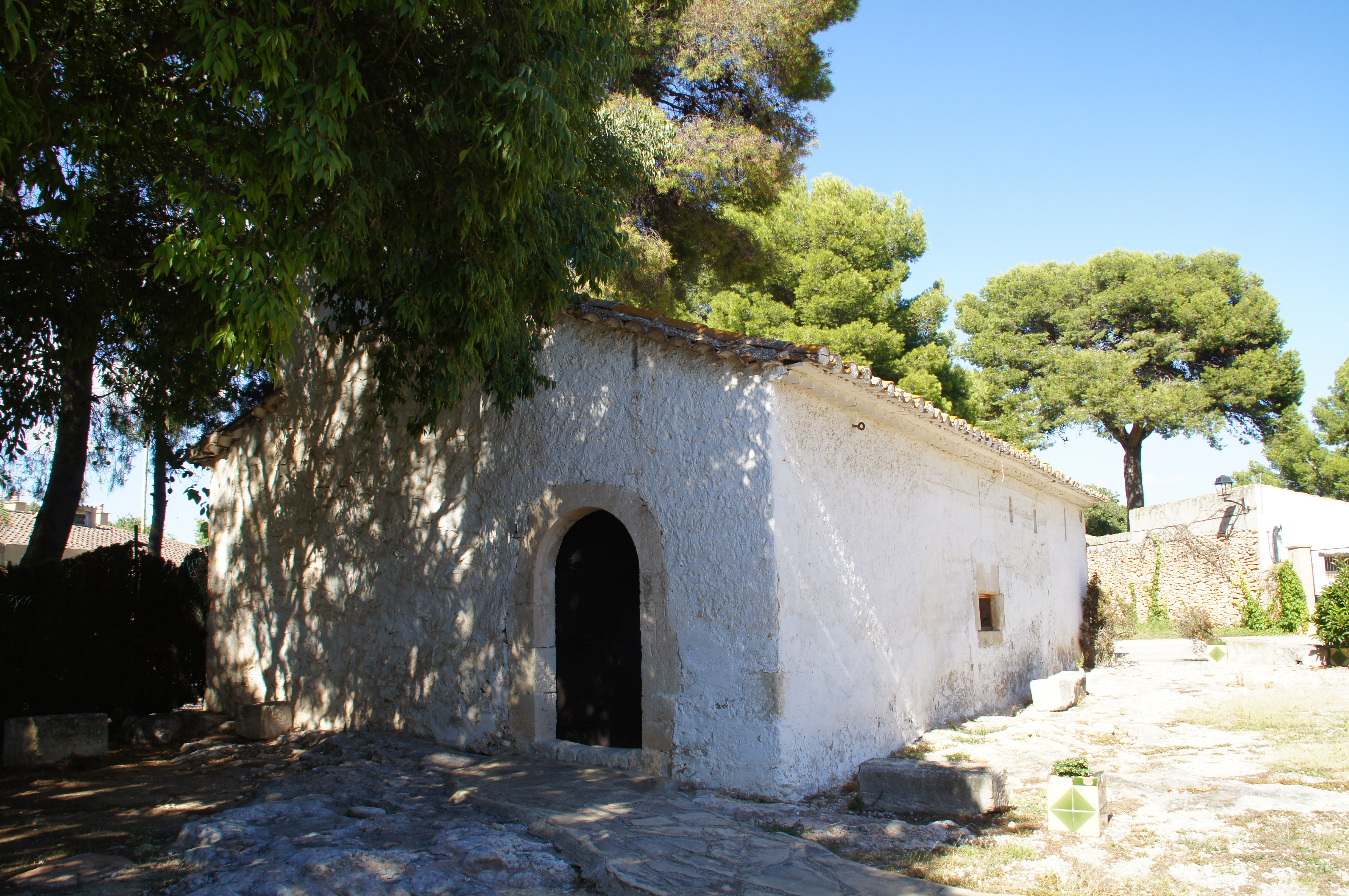
Peterskapelle

- Reste der Burganlage
- Marienkirche
- Eulalienkirche
- Michaeliskirche
- Rochuskapelle
- Peterskapelle